# Đurđica Bjedov
Đurđica Bjedov (n. 5 aprilie 1947, Split, RSF Iugoslavia) este o înotătoare ce a reprezentat Republica Socialistă Federativă Iugoslavia, medaliată olimpică. A participat la o ediție a Jocurilor Olimpice (1968) în care a câștigat o medalie de aur și o medalie de argint.